# 吳傑莊
吳傑莊，MH，JP（1974年—），祖籍廣東省中山市，香港企业家，清华大学博士后，現任香港立法會議員（選舉委員會），香港青年聯會前主席、全國政協委員、農業和農村委員會委員、高锋集团董事局主席、香港浸会大学校董、艺术发展咨询委员会委员、香港雇员再培训局委员。

## 背景
吳傑莊生於香港，在油麻地及屯門公屋長大，曾入讀台山商會學校（1987年小六）及東華三院邱子田紀念中學，其後就讀於香港理工大學，取得工程學學士及哲學博士，於博士畢業前創辦高鋒集團，後曾在北京清華大學完成博士後研究。

## 社會職務
吳傑莊曾出任多項公職，包括︰
- 第十三屆全國政協委員、第十四屆全國政協委員
- 第九、十屆全國青聯委員，第十一、十二屆全國青聯常委
- 第十一、十二屆廣東省政協委員
- 第十一屆廣東省青聯副主席
- 第二十四屆香港青年聯會主席
- 香港藝術發展局委員
- 香港僱員再培訓局委員
- 私營骨灰安置所發牌委員會委員

## 馬主生涯
吳傑莊曾在香港賽馬會擁有個人名下馬匹「翼羽龍駒」、「翼羽陽明」（與「陽明」系黃蘭茜合夥），亦是「青年聯動」、「青春力量」的馬主團體（青年人團體）經理及「原勁駒」、「友歡笑」的馬主團體（沙田好友賽馬團體）成員。

## 個人榮譽
- 吳傑莊於2000年榮獲香港十大數碼傑出青年。
- 2006年，獲亞洲華爾街日報選為 Global Enterpolis Award Finalist。
- 2013年，獲選為首屆世界廣府人十大傑出青年。
- 2018年，獲香港特區政府勳授榮譽勳章。
- 2024年，獲專注加密貨幣發展的新聞網站CoinDesk評選為全球50名加密貨幣影響人物之一[16]